# Papyrus 70
Papyrus 70 (nummering volgens Gregory-Aland), of {\displaystyle {\mathfrak {P}}}70, ook wel Oxyrhynchus papyrus 2384 is een oude kopie van het Griekse Nieuwe Testament. Het is een handschrift op papyrus van  Matteüs 2:13-16; 2:22-3:1; 11:26-27; 12:4-5; 24:3-6 ; 24:12-15. Papyrus 70 heeft een redelijk betrouwbare tekst, zij het achteloos geschreven. Het handschrift wordt op grond van schrifttype gedateerd in het eind van de derde eeuw.

## Tekst
De Griekse tekst van deze codex vertegenwoordigt de Alexandrijnse tekst. Aland beschrijft de tekst als precies en plaatst het in categorie 1 van zijn Categorieën van manuscripten van het Nieuwe Testament.

## Vind- en verblijfplaats
Het handschrift is afkomstig uit Oxyrhynchus, Egypte.
Het wordt bewaard in het Ashmolean Museum (P. Oxy. 2384) in Oxford en in het Papyrologisch Instituut van Florence in het Nationaal Archeologisch Museum. (PSI 3407 – eerder CNR 419, 420).